# ويليم بليت
الدكتور ويليم بليت 26 يونيو 1836 - 1 مارس 1903 كان عالم مصريات هولنديًا ومدير متحف 

## عائلة
ويليم بليت إبن كورنيليوس مارينوس بليت,ولد في 26 يونيو 1836 في هيلجوم حيث كان والده قسًا.  